# Alcalá del Júcar
Alcalá del Júcar là một đô thị ở Albacete, Castile-La Mancha, Tây Ban Nha. Đô thị này nằm ở độ cao 596 m trên mực nước biển, cách Albacete 64 km. Alcalá dek Júcar có diện tích 146,8 km² và dân số 1.386 người, mật độ dân số là 9,44 người/km². Mã số bưu chính của đô thị này là 02210, số đầu điện thoại là (+34) 967 47 ** ** 
Alcalá del Júcar giáp các đô thị: Abengibre (Albacete), Alatoz (Albacete), Alborea (Albacete), Carcelén (Albacete), Casas de Ves (Albacete), Casas-Ibáñez (Albacete), Fuentealbilla (Albacete) và La Recueja (Albacete)